# HMAS AE1
HMAS AE1 byla ponorka australského královského námořnictva třídy E. Byla první ze dvou ponorek této třídy postavených pro Austrálii. Její sesterskou lodí byla ponorka HMAS AE2. Za první světové války se AE1 účastnila obsazení Německé Nové Guiney. Dne 14. září 1914 však beze stopy zmizela. Byla to první za světové války ztracená australská válečná loď a zároveň první ztracená spojenecká ponorka. Vrak se podařilo nalézt roku 2017 na třináctý pokus poblíž ostrova vévody z Yorku.

## Stavba

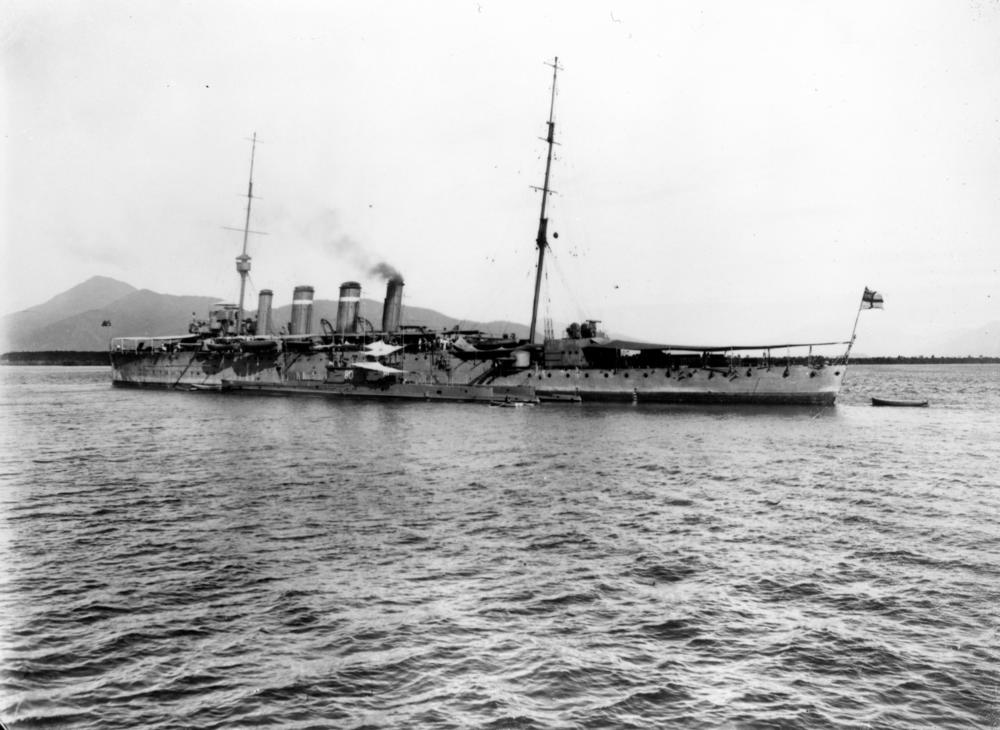
HMAS AE1 kotví vedle křižníku HMAS Sydney

Ponorku postavila britská loděnice Vickers v Barrow-in-Furness. Kýl byl založen 14. listopadu 1911, dne 22. května 1913 byla ponorka spuštěna na vodu a 28. února 1914 přijata do služby na základně v Portsmouthu.

## Konstrukce
Ponorka byla vyzbrojena čtyřmi 533mm torpédomety. Pohonný systém tvořily dva osmiválcové diesely o výkonu 1750 hp pro plavbu na hladině a elektromotory o výkonu 550 hp napájené bateriemi pro plavbu pod hladinou. Nejvyšší rychlost dosahovala 15 uzlů na hladině a 10 uzlů pod hladinou.

## Operační služba

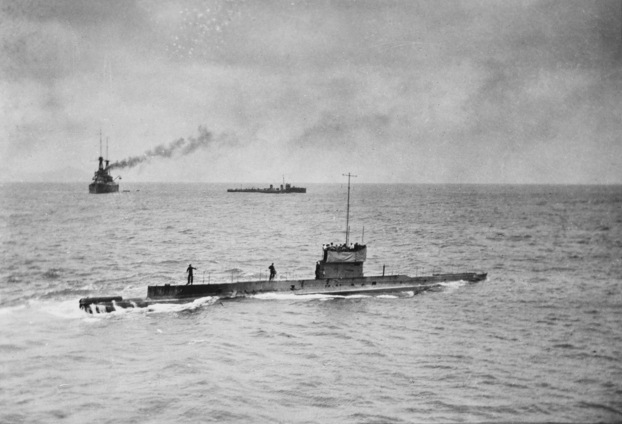
Poslední známá fotografie HMAS AE1 byla pořízena poblíž Rabaulu

V březnu 1914 ponorka vyplula do Austrálie, přičemž Sydney dosáhla 24. května 1914. Tehdy se jednalo o nejdelší plavbu uskutečněnou ponorkou. Po vypuknutí první světové války se AE1 zapojila do operací proti německým koloniím v Pacifiku. Účastnila se obsazení Německé Nové Guiney, včetně pádu Rabaulu dne 13. září 1914. Druhý den AE1 beze stopy zmizela s celou posádkou. Naposledy poblíž města Kokopo komunikovala s torpédovkou HMAS Parramatta (D55).

## Nalezení vraku
První pokusy o vypátrání vraku AE1 proběhly roku 1976. Dlouho však byly neúspěšné. Úspěch se dostavil až na třináctý pokus. V prosinci 2017 se výzkumné lodi MV Fugro Equator podařilo AE1 lokalizovat poblíž ostrova vévody z Yorku. Vrak leží v hloubce 300 metrů.